# 위테프론튼
위테프론튼(노르웨이어: Utefronten)은 1940년 베저위붕 작전 이후 제2차 세계 대전 동안 노르웨이 바깥에서 나치 독일 및 추축국과 맞서 싸운 노르웨이군 잔여 부대 또는 잔여병을 의미한다. 노르웨이어로 "Utefronten"은 '바깥 전선' 또는 '외부 전선'을 뜻한다. 베저위붕 작전 이후 독일군의 점령을 피해 다수의 노르웨이 병사들은 해외에서 연합국의 일원으로 싸웠다. 노르웨이 제1독립중대, 셰틀랜드 버스, 왕립 공군 제331편대와 왕립 공군 제332편대 등 노르웨이인만으로 구성된 부대도 다수 편성되었다. 최대 25,000명의 노르웨이군이 위테프론튼으로 싸웠으며, 이들은 대서양 전투, 오버로드 작전, 핀마르크 해방 등 다양한 작전에 참여했다. 스웨덴에 주둔하며 노르웨이 피난민을 지원하고 비밀 훈련을 맡은 노르웨이 경찰들도 약 15,000명 있었다. 위테프론튼은 모트스탄드베벨겐센 및 뉘고르스볼 내각과 함께 나치 독일에 맞서 싸웠고, 둠스데이 작전 이후 1945년 8월 나치 독일군 350,000명이 노르웨이에서 완전히 항복하면서 위테프론튼도 해산하게 되었다. 영미권에서는 노르웨이 망명군(영어: Norwegian armed forces in exile) 또는 자유 노르웨이군(영어: Free Norwegian force)이라는 이름으로 부르기도 한다.